# Arrondissement Barcelonnette
Das Arrondissement Barcelonnette ist eine Verwaltungseinheit des Départements Alpes-de-Haute-Provence in der französischen Region Provence-Alpes-Côte d’Azur. Unterpräfektur ist Barcelonnette.
Es besteht aus 14 Gemeinden und entspricht vom Gebiet her dem Kanton Barcelonnette.

## Gemeinden
Die Gemeinden des Arrondissements sind:
| 1. Barcelonnette (04019)          | 2. Enchastrayes (04073)          | 3. Faucon-de-Barcelonnette (04086) | 4. Jausiers (04096)            |
| 5. La Condamine-Châtelard (04062) | 6. Le Lauzet-Ubaye (04102)       | 7. Les Thuiles (04220)             | 8. Méolans-Revel (04161)       |
| 9. Pontis (04154)                 | 10. Saint-Paul-sur-Ubaye (04193) | 11. Saint-Pons (04195)             | 12. Ubaye-Serre-Ponçon (04033) |
| 13. Uvernet-Fours (04226)         | 14. Val d’Oronaye (04120)        |                                    |                                |

## Ehemalige Gemeinden seit der landesweiten Neuordnung der Kantone
bis 2015: Larche, Meyronnes
bis 2016: La Bréole, Saint-Vincent-les-Forts